# Nahirnivka, Bilopillea
Nahirnivka (în ucraineană Нагірнівка) este un sat în comuna Șkurativka din raionul Bilopillea, regiunea Sumî, Ucraina.

## Demografie
Componența lingvistică a localității Nahirnivka
     Ucraineană (100%)
Conform recensământului din 2001, toată populația localității Nahirnivka era vorbitoare de ucraineană (100%).